# Зграда средње школе „Лазар Нешић“ у Суботици
Зграда средње школе „Лазар Нешић“ у Суботици саграђена је по пројекту Јаноша Бобуле 1893/1894. године, за потребе Учитељске школе. Пројекат је преправио и прилагодио Титус Мачковић, а градња је завршена 1898. године. Зграда представља непокретно културно добро као споменик културе.

## Архитектура
Грађевина је обликована у духу еклектике као двоспратни објекат са основом у два крака, са одсеченим угаоним прочељем. Десни крак је на улици Максима Горког, а леви у Харамбашићевој. Овакав положај је омогућавао најбоље осветљење унутрашњих просторија. Складних је пропорција, са главним лучним улазом смештеним на репрезентативном, засеченом прочељу. Изнад улаза, на првом спрату је трокрилни равно завршени прозор са троугаоним тимпаноном, а на другом спрату централно постављена трифора са готским луковима. У кровном делу прочеље завршава барокном атиком маркираном при врху волутама. Бочне фасаде са својом хоризонталном поделом зидног платна са два кордонска венца решене су мирном и пропорциналном ритму отвора различито засведених, пуних маса које доминирају. Декоративна обрада фасада сведена је око отвора, изведена у еклектичком духу применом елемената више стилских праваца, а све у циљу постизања наглашене репрезентативности. Бочни ризалити завршавају са геометријски обликованим атикама. Концепција ентеријера је барокна, са улазом у фоаје преко широког степеништа које води у најрепрезентативније просторије. Унутрашње просторије зидова рашчлањене су штуко апликацијама архитектонских и вегетабилних мотива, како би се добио утисак раскоши и свечанијег изгледа.
Зграда има архитектонско-стилске вредности карактеристичне еклектичке стилске оријентације. Поред архитектонског има и културно-истороијски значај, јер су у њој боравили и радили истакнути научни радници, нарочито у међуратном периоду када је зграда била Правни факултет.